# Trefferpunkt

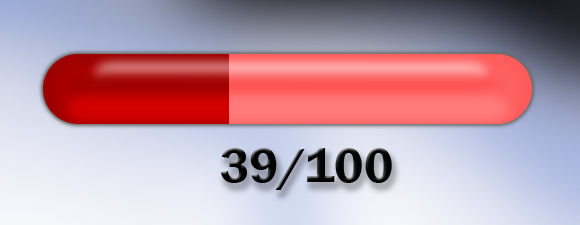
Trefferpunkteanzeige in Balkenform

Trefferpunkte, Lebenspunkte oder Kraftpunkte (abgekürzt KP, englisch hit points oder health points, abgekürzt HP) sind ein in vielen Spielen angewandtes Konzept, das den Zustand von Spielfiguren oder von zerstörbaren Gegenständen widerspiegelt. Sinken die Trefferpunkte durch Schadenseinwirkung auf Null, stirbt die Spielfigur oder wird kampfunfähig, beziehungsweise wird der Gegenstand zerstört. Ihren Ursprung haben Trefferpunkte in dem Pen-&-Paper-Rollenspiel Dungeons and Dragons.

## Trefferpunkte in Computerspielen
Besonders in Computerspielen ist die mit Hilfe von Lebenspunkten (auch Lebensenergie genannt, englisch health = ‚Gesundheit‘) simulierte Sterblichkeit der Spielfigur sowie der NPCs üblich, so dass sich daraus die Notwendigkeit ergibt, feindliche Angriffe oder andere Gefahren im Spielverlauf unbeschadet zu überstehen. Je nach Art eines gegnerischen Angriffs wird eine bestimmte Anzahl von Lebenspunkten abgezogen, dabei kann die Schadenswirkung durch verschiedene Techniken, wie zum Beispiel Ausweichen oder das Tragen von Rüstung, vermindert werden. Durch Power-ups oder durch Heilung bzw. Reparatur können Trefferpunkte wiederhergestellt werden. Während in Actionspielen ein Standardwert von 100 Lebenspunkten (d. h. 100 % Lebensenergie) für den Spieler üblich ist, erhält man in Rollenspielen mit jedem Stufenanstieg (level up) zusätzliche Trefferpunkte. Auch Upgrades (in Strategiespielen) oder Verbesserungszauber (Rollenspiele) können die maximalen Trefferpunkte erhöhen.

### Wiedergabe der Trefferpunkte
In den meisten Computerspielgenres ist die Lebensenergie ein abstraktes Konzept, das keinen Gesundheitszustand simuliert (der Spieler bleibt auch bei einer niedrigen Anzahl von Lebenspunkten uneingeschränkt leistungsfähig), sondern allgemein die Sterblichkeit der Spielfigur zu einem Bestandteil der Spielmechanik macht. In einigen Spielen, wie zum Beispiel Operation Flashpoint, hat ein Treffer auch direkte Auswirkungen wie Zittern, Humpeln oder Hinfallen.
Bei Spielen, in denen es neben der Anzeige für die Lebenspunkte auch noch eine solche für Mana und Ausdauer gibt (vor allem Computer-Rollenspiele), hat sich dafür eine allgemeine Farbcodierung etabliert: Lebensenergie wird rot, Mana blau und Ausdauer gelb oder grün dargestellt.
Der aktuelle Status der Lebenspunkte kann dem Spieler durch verschiedene Mittel transparent gemacht werden:
- Anzeige durch einen Balken („Gesundheitsbalken“), der den prozentualen Wert darstellt. Je nach Trefferpunkte-Anzahl füllt oder leert sich dieser Balken und wechselt dabei in vielen Anwendungsfällen die Farbe – meist wird dazu die Ampelfarbsymbolik verwendet. Ausgehend vom Grundprinzip des Balkens gibt es auch verschiedene grafische Abwandlungen, beispielsweise einen in mehrere Segmente untergliederten Kreis.
- Tatsächlicher Wert im Vergleich zum Normalwert, beziehungsweise nur der aktuelle Wert (zum Beispiel 76/100 oder 76)
- Abzählbare Symbole (zum Beispiel das Herzsymbol in The Legend of Zelda)
- Akustisch, beispielsweise durch Schmerzensschreie des Spielercharakters, die entsprechend dem Lebensenergiestatus immer eindringlicher werden (in vielen Ego-Shootern), oder durch schnelleren, lauteren Herzschlag
- Ein in der Statusanzeige abgebildetes Gesicht des Spielercharakters, das mit sinkenden Lebenspunkten zunehmende Verletzungen aufweist (zum Beispiel Doom, inzwischen eher unüblich)
- Schadenstexturen auf dem Protagonisten, die Verletzungen anzeigen
- Rötliche Verfärbung der gesamten Anzeige, häufig am Bildschirmrand beginnend und mit zunehmendem Schaden immer mehr Richtung Bildschirmmitte wachsend (zum Beispiel Call of Duty 4: Modern Warfare)
- Eine Kombination aus den oben genannten Punkten

### Trefferpunkte in verschiedenen Computerspiel-Genres

#### Strategiespiele

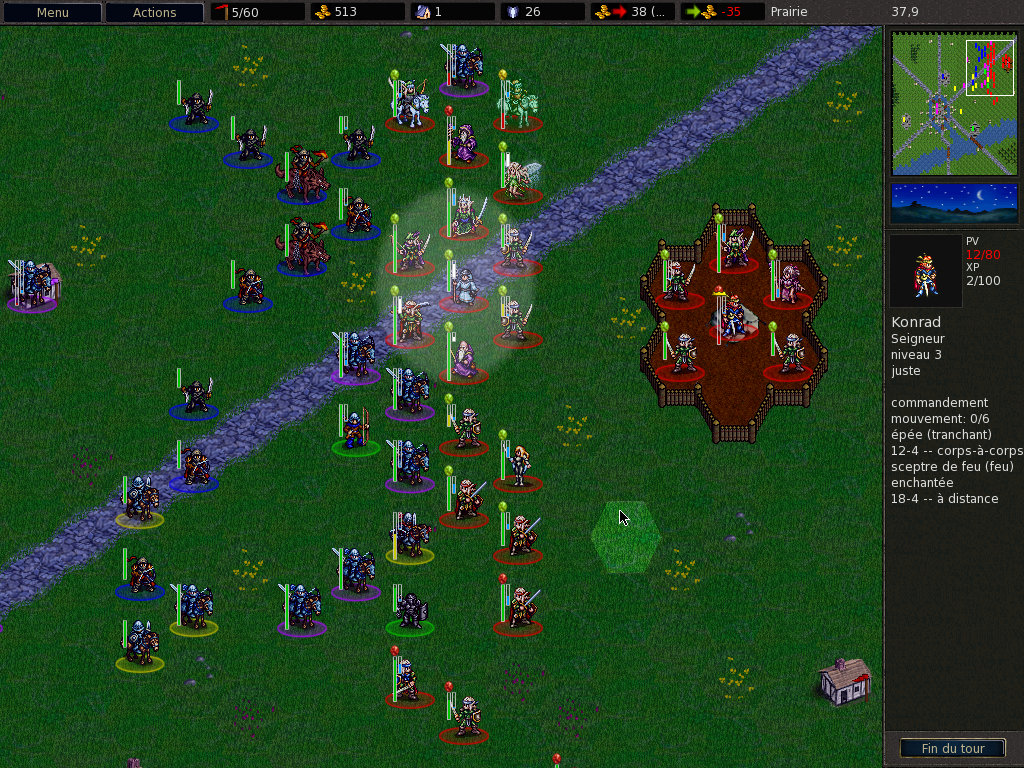
Anzeige im Momentan-/Höchstwert-Stil

Sowohl die kontrollierten Einheiten als auch die errichteten Gebäude haben Trefferpunkte. Meistens lassen sich durch Upgrades (ressourcenpflichtige Verbesserung) die maximalen Trefferpunkte erhöhen. Beschädigte Gebäuden können in einigen Spielen durch Arbeiter- oder Reparatur-Einheiten repariert werden (Beispiel: StarCraft). Bei den Militäreinheiten kann zwischen vier Mechanismen unterschieden werden: Entweder regenerieren sich verlorene Lebenspunkte mit der Zeit von selbst (Warhammer 40.000: Dawn of War), es gibt spezielle Einheiten, welche die Trefferpunkte anderer wiederherstellen können, die Einheit kann gegnerischen Einheiten Trefferpunkte rauben oder die Trefferpunkte sind unwiederbringlich verloren, so dass als Ersatz wieder neue Einheiten produziert werden müssen.

#### Ego-Shooter
Der Spieler hat in der Regel 100 Lebenspunkte (d. h., einen Lebensenergie-Status von 100 %). Oft kommt noch Rüstung hinzu, die einen Teil des Schadens absorbiert und ebenfalls bis auf 0 sinken kann, was aber nicht zum Tod führt. In den meisten Vertretern dieses Genres können Lebenspunkte während des Spielverlaufs wiederhergestellt werden. Dies kann durch Aufnahme von in der Umgebung platzierten Gegenständen geschehen, die meistens in der Form von Medipacks gestaltet sind und eine festgelegte Anzahl von Lebenspunkten spenden. In entsprechender Weise können auch Rüstungsgegenstände aufgenommen werden. Weitere Möglichkeiten sind die selbstständige Regeneration von Rüstungs-, Schild- oder Lebenspunkten außerhalb von gegnerischem Beschuss (z. B. Halo), oder das Verarzten durch einen verbündeten Mitspieler im Mehrspielermodus. Im Einzelspielermodus hängen die Trefferpunkte der Gegner von der Gegnerart und häufig vom eingestellten Schwierigkeitsgrad ab. In den meisten neueren Ego-Shootern kommen Trefferzonen zum Einsatz.

#### Rollenspiele

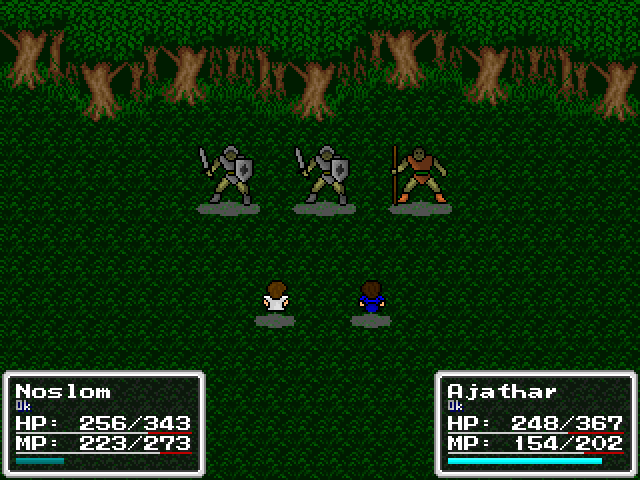
Anzeige der Trefferpunkte im Rollenspiel KQ

In Rollenspielen wird die Anzahl der Trefferpunkte meistens von Attributen wie „Konstitution“ und von der Stufe, die man erreicht hat, bestimmt. Auch die Gegner besitzen, je nach Art und Schwierigkeitsgrad, eine unterschiedliche Anzahl an Trefferpunkten. Verlorene Lebenspunkte können durch vorher erlernte Heilungszauber oder durch (erworbene oder gefundene) Heiltränke regeneriert werden. Oft gibt es auch spezielle Zauber oder Fertigkeiten, mit denen die eigenen Punkte aufgefüllt werden können, indem man Gegnern Lebensenergie stiehlt. In neueren Rollenspielen, wie zum Beispiel Fallout 3, kommen Trefferzonen zum Einsatz.

#### Jump ’n’ Run
Bei Jump-’n’-Run-Spielen wird oft ein mit den Trefferpunkten verwandtes Konzept benutzt: Der Spieler besitzt eine „Anzahl an Leben“. Wenn er stirbt, verliert er ein Leben und kann einen neuen Versuch unternehmen, falls sein Lebenskonto nicht erschöpft ist. Früher gab es zusätzlich häufig noch Continues, die, nachdem das Lebenskonto aufgebraucht war, dieses wieder befüllen konnten. Der Hintergrund waren Spielhallen, die durch einen zusätzlichen Münzeinwurf weitere Leben bzw. Versuche zur Verfügung stellten und so für volle Münzschächte in den Automaten sorgten. Bei Spielen mit diesem Leben-System stirbt der Spieler oft bei jeglicher Feind-Berührung, es gibt aber auch Umsetzungen, bei denen das System mit Trefferpunkten gekoppelt ist oder auch nur Trefferpunkte zum Einsatz kommen.

#### Adventures
In klassischen Adventures werden Trefferpunkte meist nicht benötigt, da es hier hauptsächlich Rätsel zu lösen gilt. In manchen Spielen, zum Beispiel Indiana Jones and the Last Crusade, kommt es aber dennoch hin und wieder zu einem Geplänkel, und auch hier kommen Trefferpunkte zum Einsatz. Anders verhält es sich mit Action-Adventures, in denen der Kampf gegen Widersacher zur Regel gehört.

#### Sonstige
Wirtschaftsspiele mit kriegerischem Aspekt, wie zum Beispiel Port Royale oder die Spielereihe Anno, verwenden dasselbe System wie Strategiespiele. Sportspiele können meistens auf den Einsatz von Trefferpunkten verzichten, da es nicht zu gewalttätigen Handlungen kommt. Eine Ausnahme stellen Box- und Kampfsportspiele dar. Simulationsspiele wie
Flugzeugsimulatoren oder Spiele, in denen man einen Panzer oder einen Mech steuert, verhalten sich ähnlich zu Ego-Shootern.

### Erweiterte Konzepte

#### Trefferzonen
Trefferzonen unterteilen eine Person oder einen Gegenstand in verschiedene Bereiche, die unterschiedlich auf Treffer reagieren. Dies könnte exemplarisch bei einem Raumschiff die Hülle, der Hangar und ein Torpedowerfer, bei einem Menschen der Kopf, der Torso, die Beine und die Arme sein. Je nach Spiel besitzt eine Zone unabhängig vom Gesamtobjekt einen eigenen Trefferpunktepool beziehungsweise vereinnahmt einen Teil der Gesamttrefferpunkte, oder aber die Trefferzone beeinflusst nur die Höhe der erlittenen Schadenspunkte am Gesamtobjekt. Dies äußert sich durch zweierlei Effekte:
- Abhängig von der getroffenen Trefferzone wird eine unterschiedliche Anzahl Trefferpunkte subtrahiert, so verursacht ein Treffer am Kopf (Kopfschuss) deutlich mehr Schaden als ein Treffer ins Bein.
- Sinken die Trefferpunkte einer bestimmten Trefferzone in einen kritischen Bereich so wird diese Trefferzone beeinträchtigt. Das könnte zum Beispiel dazu führen, dass beim Raumschiff der Torpedowerfer nicht mehr betriebsfähig ist oder der Gegner durch einen Beintreffer hinkt.